# کترو کتل
کترو کتل (انگلیسی: Chetro Ketl) یک مکان باستانی متعلق به مردمان باستانی پوئبلو است که در پارک ملی تاریخی فرهنگ چاکو (نیومکزیکو، ایالات متحده آمریکا) قرار دارد. این مکان باستانی در سال ۱۸۲۳ میلادی کشف شد.